# U.2

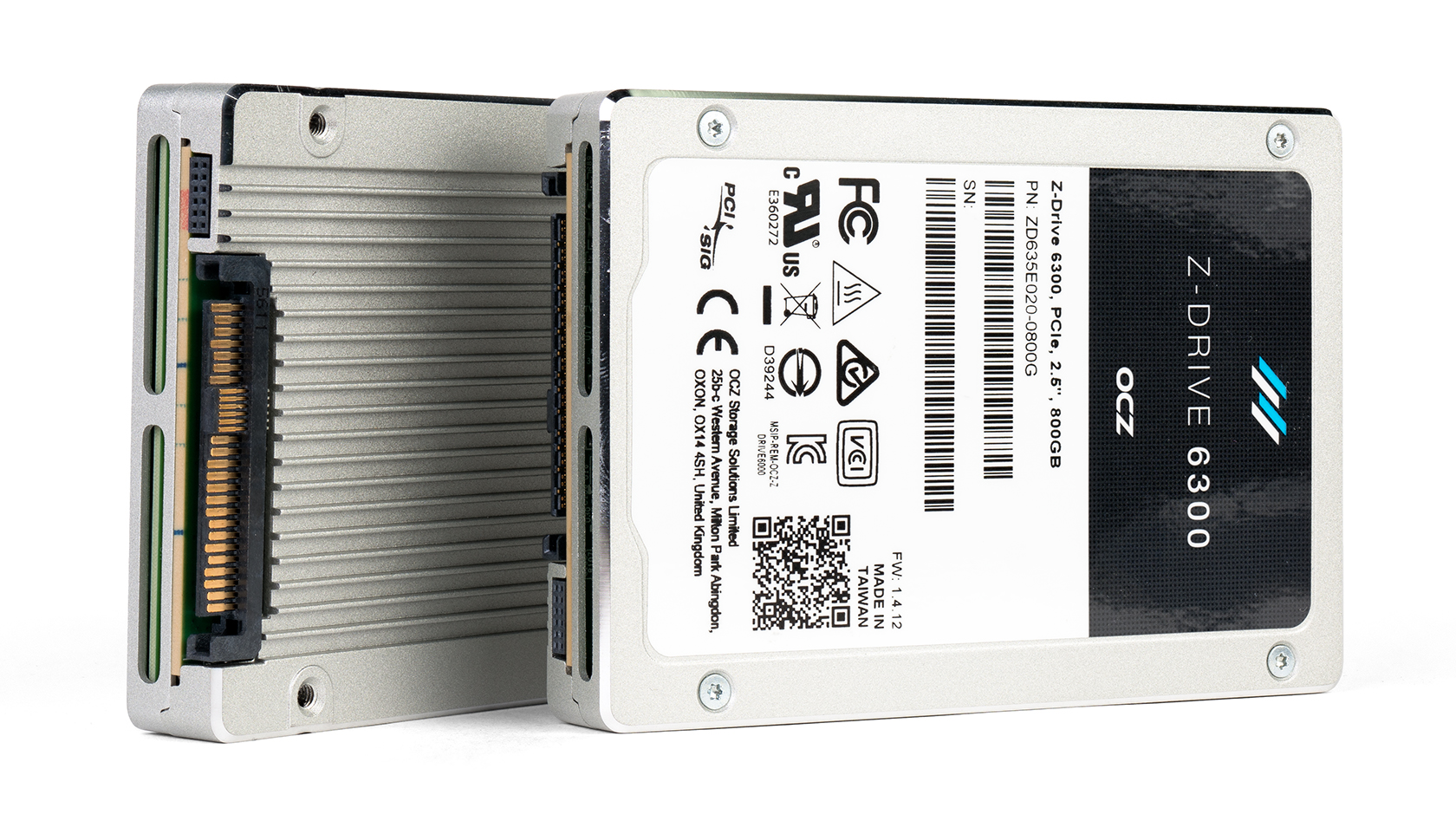
U.2 인터페이스를 갖춘 SSD

U.2('u-dot-2'로 발음)는 SFF-8639 포트를 사용하는 솔리드 스테이트 드라이브(SSD)를 컴퓨터에 연결하는 컴퓨터 인터페이스 표준이다. 이 표준은 물리적 커넥터, 전기적 특성, 그리고 통신 프로토콜을 다룬다.
기업 시장을 위해 개발되었으며, SAS 및 SATA 드라이브와 함께 새로운 PCI 익스프레스 드라이브(NVM 익스프레스)와 함께 사용하도록 설계되었다. 최대 4개의 PCI 익스프레스 레인과 2개의 SATA 레인을 사용한다.

## 역사
기업용 SSD 폼 팩터는 SSD 폼 팩터 워킹 그룹(SFFWG)에서 개발했다. 이 사양은 기업 시장을 위해 SSD에 PCI 익스프레스 연결을 제공하는 메커니즘으로 2011년 12월 20일에 발표되었다. 기존 2.5인치 및 3.5인치 폼 팩터에서 사용 가능하고, 핫 스왑이 가능하며, 동일한 커넥터 제품군을 사용하여 기존 SAS 및 SATA 드라이브를 혼합하여 사용할 수 있도록 하는 것이 목표였다.
2015년 6월, SFFWG는 이 커넥터의 이름을 U.2로 변경한다고 발표했다.

## 단자
U.2 커넥터는 SATA 익스프레스 장치 플러그와 기계적으로 동일하지만, 사용 가능한 핀을 다르게 사용하여 4개의 PCI 익스프레스 레인을 제공한다.
U.2 장치는 어댑터를 사용하여 M.2 포트에 연결할 수 있다.

## 출시 정보
2015년 11월, 인텔은 PCI Express 및 U.2 버전으로 제공되는 750 시리즈 SSD를 출시했다.
그 이후 U.2는 주요 스토리지 공급업체와 스토리지 어플라이언스 공급업체로부터 높은 수준의 지원을 받아 왔다.

## U.2와 M.2 비교
U.2는 3.3V, 5V, 12V 전원을 사용할 수 있는 반면, M.2는 3.3V만 지원한다.

## 구현 방식
U.2 표준은 이를 사용하는 장치의 폼팩터를 의미하지는 않지만, 실제로 U.2는 2.5인치 SSD에만 사용된다. 2.5인치 드라이브는 M.2 드라이브보다 물리적으로 크기 때문에 일반적으로 용량이 더 큰다.

## U.3
U.3(SFF-TA-1001)은 U.2 사양을 기반으로 제작되었으며 동일한 SFF-8639 커넥터를 사용한다. 단일 "트라이 모드"(PCIe/SATA/SAS) 백플레인 리셉터클은 세 가지 유형의 연결을 모두 처리할 수 있으며, 컨트롤러는 사용된 연결 유형을 자동으로 감지한다. 이는 SATA/SAS 및 NVMe에 대해 별도의 컨트롤러를 사용해야 하는 U.2와는 다르다. U.3 장치는 U.2 호스트와 하위 호환되어야 한다. U.2 장치는 U.3 호스트와 호환되지 않으므로 사용할 수 없다.

## 같이 보기
- 하드 디스크 드라이브
- M.2